# Алигатори из канализације
Алигатори из канализације (енгл. Sewer alligator) је прича која датира из касних 1920-их и раних 1930-их. У већини случајева они су део савремене легенде. Они су засновани на извештајима о виђењима алигатора у прилично неуобичајеним местима а најчешће у канализацијама Њујорка. После извештаја из 1930. да у канализацији живе алигатори, ово постаје савремена легенда.

## Легенда
Легенда говори како су се многе богате породице вратиле у Њујорк са одмора из Флориде, али су донели мале алигаторе да им буду кућни љубимци. Током времена, алигатори су почели да расту и власници су схватили да се неће моћи бринути о њима па су их бацили у тоалет. Алигатори су наводно тако дошли у канализацију.
Шта се даље догађало са алигаторима, није познато. Најчешће се говори како су алигатори успели да опстану у канализацији. Говори се како су се хранили мишевима и смећем. Према причама, расли су до огромних димензија и нападали су раднике у канализацијама.